# Werner Wedén
Gustaf Werner Wedén, född 3 mars 1868 i Tillberga församling, Västmanlands län, död 12 januari 1934 i Gävle, var en svensk trädgårdsmästare.
Efter anställning i både hem- och utlandet, bland annat vid kungliga hovslottet Sanssouci i Potsdam, erhöll Wedén 1896 anställning som underträdgårdsmästare vid Stockholms stads planteringar, vilken post han innehade till 1904, då han fick befattningen som stadsträdgårdsmästare i Gävle stad. Wedén är begravd på Gamla kyrkogården i Gävle.